# 定数不均衡
定数不均衡（ていすうふきんこう）とは政治学用語の一つで、選挙において、一つの議席を決める場合の有権者の数が、選挙区の違いで大きく異なっているという現象。
これは中選挙区制が行われていた時代は著しく、中選挙区制の問題点の一つであった。だが小選挙区制が行われるようになっても、大小様々な選挙区が存在しているため、選挙区制を取っている限り定数不均衡というのは避けられない問題であるといえる。第二次世界大戦後の日本のように、国内の急激な都市化や産業化により急速な人口移動が起きた場合には著しい定数不均衡が発生している。